# Джон Дьюї
Джон Дьюї (англ. John Dewey; 20 жовтня 1859 — 1 червня 1952) — американський філософ, психолог та реформатор освіти. Дьюї був значною постаттю в філософії освіти, філософії прагматизму та засновником функціональної психології, пропагандистом освітнього прогресивізму.
Хоча Дьюї найбільше відомий публікаціями в галузі освіти, він писав на інші теми, такі як досвід, природа, мистецтво, логіка, демократія й етика.
Дьюї вважав, що для демократії важливі два основні елементи, що потребують постійної уваги: школи й громадянське суспільство. На думку Дьюї, повна демократія встановлюється не тільки за рахунок загального виборчого права, а й завдяки сформованій громадській думці, чого можна досягти ефективною системою спілкування між громадянами, фахівцями й політиками, при чому саме останні несуть відповідальність за ту політику, яку вони втілюють у життя.

## Біографія
Дьюї народився в місті Берлінгтон, штат Вермонт, у родині середніх статків. Як і старший брат, Девіс Річ Дьюї він навчався у Вермонтському університеті і закінчив його у 1879. Важливим для становлення студента був Генрі Торрі, племінник і зять колишнього президента університету Джозефа Торрі. Дьюї продовжив брати приватні уроки у свого учителя після випуску аж до зачислення в Університет Джонса Гопкінса.
Після двох років на посаді вчителя в Ойл-Сіті у Пенсильванії і року на посаді вчителя початкової школи в невеличкому містечку у Вермонті, Дьюї вирішив, що не має хисту вчителя початкової чи середньої школи. Він продовжив навчання в університеті, де його викладачами були Джордж Сільвестр Морріс, Чарлз Сандерс Пірс, Герберт Бакстер Адамс та Гренвілл Стенлі Голл й отримав Ph.D. в Школі мистецтв та наук Університету Джонса Гопкінса. 1884 року він отримав роботу в Мічиганському університеті, де працював по 1888 рік, а потім знову з 1889 по 1894. Неопублікована й втрачена дисертація Дьюї називалася «Психологія Іммануїла Канта».
Був професором Мічиганського, Чиказького і Колумбійського університетів (1904—1930). У 1919 році став одним із засновників Нової школи соціальних досліджень в Нью-Йорку. Стояв на чолі «Ліги незалежної політичної дії». Під час Другої світової війни виступав проти ідеології нацизму, зокрема, проти насильства над педагогікою в Третьому рейху.
У 1949 році став співавтором серії статей по епістемології «Пізнання і пізнане» спільно з Артуром Ф. Бентлі.

## Погляди
В основі поглядів Дьюї на навчання, що вплинули на становлення світової педагогіки, лежала філософія прагматизму, що прийняла форму інструменталізму. Ця філософія не визнає класичного критерію істини, за яким істина є відповідність наших думок дійсності, що не залежить від нас. Прагматизм за істинне (реальне) визнає те, що корисно, відсуває на другий план наукове пізнання, а з ним і істину, необтяжену характеристикою корисності.
Уважав, що дитина пізнає нове не заради самих знань, як думали попередники, а заради діяльності, вона цікавиться саме тим, що може зробити сама. У цьому напрямку Дьюї вперше «поєднав» пізнання і діяльність. При цьому прихильник природничонаукового емпіризму, він визначив місце пізнання і діяльності у розв'язанні повсякденних дитячих проблем. Процес такого вирішення, що спирається на метод експерименту, повинен забезпечити успішне відкриття дітьми нових істин за допомогою п'яти послідовних ступенів:
1) відчуття проблеми (утруднення);
2) її виявлення і визначення;
3) уявлення можливого рішення;
4) виявлення шляхом умовиводів наслідків із імовірного рішення;
5) подальші спостереження й експерименти, що дозволяють зробити висновок, що містить позитивне чи негативне судження.
Основні тези теорії Дьюї:
- навчання має відбуватися шляхом досвідченого пізнання навколишньої дійсності;
- справжнім і цінним є тільки те, що дозволяє практичний результат;
- у основі навчально-виховного процесу повинні лежати інтереси дитини;
- орієнтованість викладання на майбутню діяльність у суспільстві;
- метод навчальних проектів — це система навчання, коли він учні набувають знання у процесі планування і виконання поступово дедалі складніших практичних завдань — проектів;
- у школі має змінюватися набір і співвідношення досліджуваних дисциплін: замість «сутнісних» дисциплін вводяться «інструментальні», чи частину «сутнісних» предметів слід значно скоротити;
- у знаннях є активність, ініціативність, самостійність, відповідальність, готовність до планування своєї діяльності, гнучкість мислення, наполегливість у досягненні результатів, готовність виправляти свої помилки, усвідомлення процесу пізнання, вміння знаходити компромісні рішення — все. що потрібно для слухняного громадянина демократичної держави;
- відповідальність за свій вибір, поведінку, вчинки — це суть справжньої демократії. Якщо кожний громадянин не усвідомить і не визнає свою участь і відповідальність у створенні демократії своїм чистим розумом, то населення цивілізованої країни може перетворитися в «сіру масу», а, як відомо, нерозумними людьми легко можна керувати і маніпулювати;
- необхідна безперервна освіта всім віковим категоріям. Усе суспільство мусить знаходитися у процесі постійного навчання і перенавчання.       Дьюї вважав за необхідне систематично включати у навчальний процес ігрову діяльність.
Головне завдання педагога — створити умови, які сприяють виявлення внутрішньої злагоди учня, і усувати ситуації, які заважають чи перешкоджають розвитку. Умовами успішності навчання є: проблематизація навчального матеріалу та його рішення, активність навчання та життя дитини, зв'язок навчання з життям дитини, грою і працею.
Свою теорію естетики Дж. Дьюї розкриває через поняття досвіду, визначення якого можна зустріти в фундаментальних роботах автора, таких як «Досвід, природа і мистецтво» (1925) і «Мистецтво як досвід» (1934). В цілому досвід є синтезом суб'єктивного світу людини і зовнішньої об'єктивної реальності, що містить не тільки повсякденні практики і ритуальні дії, а й відображає систему цінностей, форми ставлення до навколишньої дійсності — середовища (страх, бажання, сумніви), які конституюють людину як «живу істоту».
Автор виділяє три види досвіду: пізнавальний, моральний і естетичний, при цьому останній трактується як кульмінаційний момент інтеграції енергії життя і життєвих сил, найбільш сильне і інтенсивне чуттєве переживання, що проходить стадії від хвилювання до гармонії і забезпечує сполучення між живим організмом і середовищем, індивідом і світом. Однак естетичний досвід не повинен зводитися лише до чуттєвих переживань суб'єкта, оскільки це позбавляє його критерію перевірки і зв'язку із зовнішнім світом. Естетичні цінності повинні формуватися в процесі сенсорного обміну між живою істотою (людиною) і навколишнім середовищем і постійно перевірятися в досвіді.
Взаємодія живого організму з його середовищем дії розкриває джерело всіх форм співіснування, сприяння, напруженості і балансу, які формують ключові елементи естетичного досвіду і об'єднуються між собою поняттям ритму, що виступає як зразок відносин живої істоти до її середовищa. Естетична репрезентація цих ритмів становить артистичну форму мистецтва.
Таким чином, тільки зв'язок мистецтва з повсякденністю і соціальною реальністю гарантує безперервність естетичного досвіду. При цьому досвід, по Дж. Дьюї, визначається не просто безперервністю життєвого потоку, а серією ситуацій: «Твердження, що індивідууми живуть в світі, означає конкретно, що вони живуть в серії ситуацій».
Через постулювання безперервності естетичного досвіду автор підходить до критики фрагментації і крайнього індивідуалізму в мистецтві («купейний»), до яких змушені звертатися художники при визначенні естетичного досвіду тільки як ситуаційного матеріалу своєї творчої діяльності. Граничний індивідуалізм і ідеалізм естетичних категорій постулюють непримиренний дуалізм мистецтва і життя, який постулював класична естетика в особі І. Канта і Ф. Шиллера у визначенні естетичних категорій поза розглядом суспільної ролі мистецтва як інструменту пізнання навколишньої дійсності і формування особистості в цілому. Дж. Дьюї критично зазначає відсутність соціального підходу і реального застосування естетичних категорій: трактування ідеалізму зводить мистецтво на «чисто метафізичний п'єдестал», що суперечить реальним цілям людини як частини соціуму.
Для Дж. Дьюї естетика стає інструментом глобального освоєння світу людиною, що включає в себе результат всієї структури досвіду.

## Переклади українською
- Д'юї Джон. Демократія і освіта; пер. М. Олійник, І. Босак, Г. Пехник — Львів: Літопис, 2003. — 294 с.
- Д'юї Джон. Досвід і освіта; пер. Марії Василечко — Львів: Кальварія, 2003 — 84 с.

## Виноски
1. ↑  Дьюи Джон // Большая советская энциклопедия: [в 30 т.] — 3-е изд. — Москва: Советская энциклопедия, 1969.
2. ↑  Find a Grave — 1996.
3. ↑  Bibliothèque nationale de France BNF: платформа відкритих даних — 2011.
4. ↑  CONOR.Sl
5. ↑  Архівована копія. Архів оригіналу за 28 вересня 2011. Процитовано 15 жовтня 2011.{{cite web}}:  Обслуговування CS1: Сторінки з текстом «archived copy» як значення параметру title (посилання)
6. ↑  https://www.apa.org/about/governance/president/former-presidents
7. ↑  Geni.com — 2006.
8. ↑  Gutek, Gerald L. Historical and Philosophical Foundations of Education: A Biographical Introduction. Upper Saddle River, NJ: Pearson Education Inc. с. 338. ISBN 0-13-113809-X.
9. ↑  Who Belongs To Phi Beta Kappa [Архівовано 13 січня 2015 у Wayback Machine.], Phi Beta Kappa website, accessed Oct 4, 2009
10. ↑  bio of Dewey from Bowling Green State University. Архів оригіналу за 2 січня 2011. Процитовано 15 жовтня 2011.
11. ↑  Louis Menand, The Metaphysical Club: A History of Ideas in the United States (New York: Farrar, Staus and Giroux, 2002)